# Dinamarca nos Jogos Olímpicos de Verão de 1896
Dinamarca participou dos Jogos Olímpicos de Verão de 1896, em Atenas, na Grécia.
Três atletas da Dinamarca competiram em cinco modalidades no Jogos Olímpicos de Verão de 1896 em Atenas. Dois dos três combinados para ganhar uma medalha de ouro, duas pratas e três bronzes, enquanto Eugen Schmidt ganhou nenhuma medalha. Viggo Jensen contribuiu com uma de cada cor, enquanto Holger Nielsen ganhou a segunda prata e dois bronzes. Tiro e halterofilismo foram esporte mais bem sucedido da Dinamarca. Dinamarca teve 15 entradas em 12 eventos, conquistando seis medalhas.